# Grzegorz Bębnik
Grzegorz Bębnik (ur. 1970 w Katowicach) – polski historyk, doktor nauk humanistycznych i badacz dziejów Górnego Śląska w tym powiatu mikołowskiego.

## Życiorys
Studiował historię i nauki polityczne na Uniwersytecie Śląskim w Katowicach. W 2005 obronił tam pracę doktorską pt. Państwo jako ośrodek skupienia narodu Afrykanerów. Pracuje w Instytucie Pamięci Narodowej oddział w Katowicach, w tamtejszej Komisji Ścigania Zbrodni przeciwko Narodowi Polskiemu. Publikuje w śląskiej prasie regionalnej i czasopismach naukowych historycznych.
Latem 2004 brał udział w kwerendzie w niemieckim Federalnym Archiwum Wojskowym, we Fryburgu Bryzgowijskim, gdzie potwierdził istnienie opublikowanych rok wcześniej przez katowicką Gazetę Wyborczą dotąd nieznanych dokumentów i fotografii dotyczących walk w Katowicach i obrony wieży spadochronowej w Katowicach we wrześniu 1939. Dokumenty opublikował w książce Katowice we wrześniu '39.

## Książki
- Ostatnia walka Afrykanerów (ISBN 83-918593-1-2)
- Katowice we wrześniu '39 (ISBN 83-60464-13-8)
- Mikołów w początkach II wojny światowej (2009, ISBN 978-83-915299-8-0)